# Kim Sung-eun
Kim Sung-eun ( 23 de julio de 1991) es una actriz surcoreana. Conocida por su papel como Park Mi-dal en la serie Soonpoong Clinic (1998).

## Filmografía

### Serie de televisión
| Año         | Red  | Título              | Papel        |
| ----------- | ---- | ------------------- | ------------ |
| 1998 – 2000 | SBS  | Soonpoong Clinic    | Park Mi-dal  |
| 2002        | KBS2 | Sidestreet People   | Min-ji       |
| 2013        | tvN  | Potato Star 2013QR3 | Kim Sung-eun |

### Cine
| Año  | Título             |
| ---- | ------------------ |
| 1996 | Ambiguous Man      |
| 1998 | A Bug's Life       |
| 2000 | Legend School      |
| 2014 | Ghost Over Flowers |